# Plataforma per la Llengua
Plataforma per la Llengua és una organització no governamental, nascuda l'any 1993, que defensa la presència de ple dret de la llengua catalana arreu del domini lingüístic i promou la llengua catalana com a eina de cohesió social.
Malgrat que té la seu central a Barcelona, té delegacions al País Valencià, a l'Alguer i a diverses comarques de Catalunya, entre les quals hi ha el Baix Llobregat (Esparreguera), el Maresme i el Vallès Occidental. A més, actua en col·laboració amb entitats de la Catalunya Nord, La Franja, Andorra i les Illes Balears. Actua, doncs, arreu del territori de parla catalana i, des d'una perspectiva transversal, desenvolupa actuacions en pro de la llengua catalana a l'àmbit socioeconòmic, a l'audiovisual, a l'acollida lingüística de nouvinguts, a les universitats i a l'educació i a les administracions públiques, entre d'altres. A començament del 2023 comptava amb més de 26.000 socis, més de 96.000 seguidors a Facebook i més de 69.000 a Twitter.
Està avalada per un consell consultiu format per Matilde Aragó, Salvador Cardús, Teresa Casals, Josep Maria López Llaví, Isidor Marí, Joan Carles Martí, Anna Moner, Lliris Picó, Jordi Sànchez, Abelard Saragossà, Carlo Sechi, Miquel Sellarès, Fanny Tur i Vicenç Villatoro. També n'havien estat membres Jordi Font i Fèlix Martí, i els desapareguts Francesc Ferrer i Gironès, Patrícia Gabancho, Albert Manent, Jordi Porta, Isabel-Clara Simó, Miquel Strubell, Joan Triadú i Josep Maria Terricabras.
La Plataforma per la Llengua publica una revista semestral amb el nom de La Corbella mitjançant la qual l'organització difon les seves activitats amb notícies de les darreres campanyes i articles d'opinió sobre qüestions sociolingüístiques. El 2008, la Federació d'Ateneus de Catalunya va atorgar a La Corbella el premi al millor mitjà de comunicació d'associacions culturals.
La Plataforma va esdevenir entitat consultiva del Consell Econòmic i Social de l'ONU el 2024.

## Àrees d'actuació[calcitació]
- Arrelament i Cohesió social. Foment de la llengua catalana com a eina d'arrelament per a nouvinguts i persones que no parlen català.
- Drets lingüístics, reconeixement legal i administracions públiques. Campanyes per aconseguir el reconeixement legal i polític del català, especialment perquè el català sigui llengua oficial d'estat i llengua oficial de la Unió Europea.
- Cultura i audiovisual. Campanyes en favor del cinema i dels mitjans de comunicació en català.
- Escola i món universitari. Campanyes per fomentar l'aprenentatge del català i el dret d'aprendre’l a l'escola.
- Empresa i consum. Defensa dels drets dels consumidors per disposar de productes i serveis en català.
- Cultura, lleure i joventut. Campanya adreçada especialment als infants i joves per poder disposar de productes i serveis en català.
- Toponímia. Normalització de la toponímia en català en senyalitzacions, documents i webs.
- Conscienciació lingüística. Campanyes de sensibilització als ciutadans sobre els drets lingüístics.
- Justícia. Campanyes per millorar l'ús del català a la justícia.
- Internacional. Incidència en el reconeixement internacional del català i en el compliment de la Carta Europea de les Llengües Regionals o Minoritàries pel que fa a la llengua catalana.

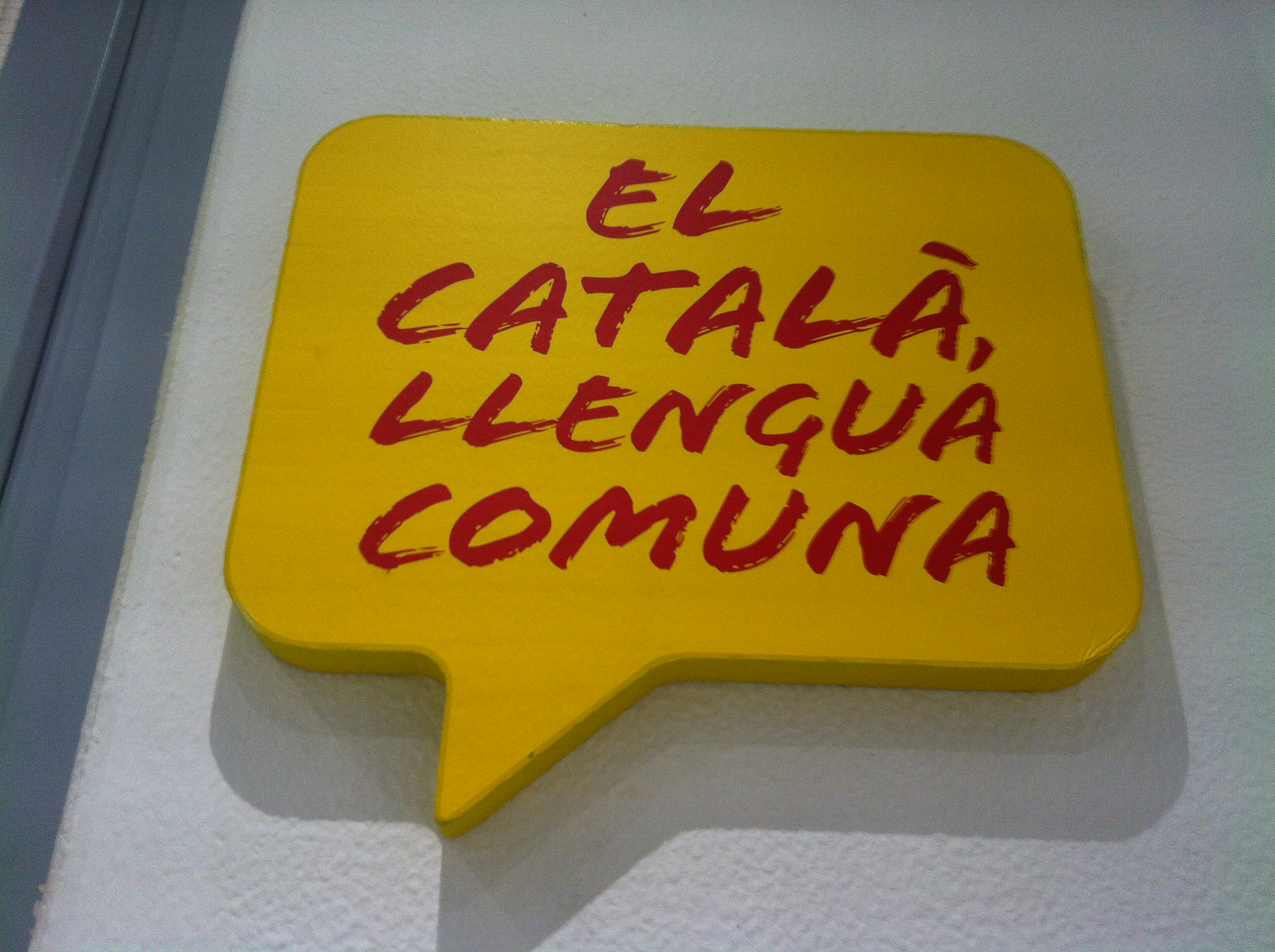
Plataforma per la Llengua

## Història i campanyes

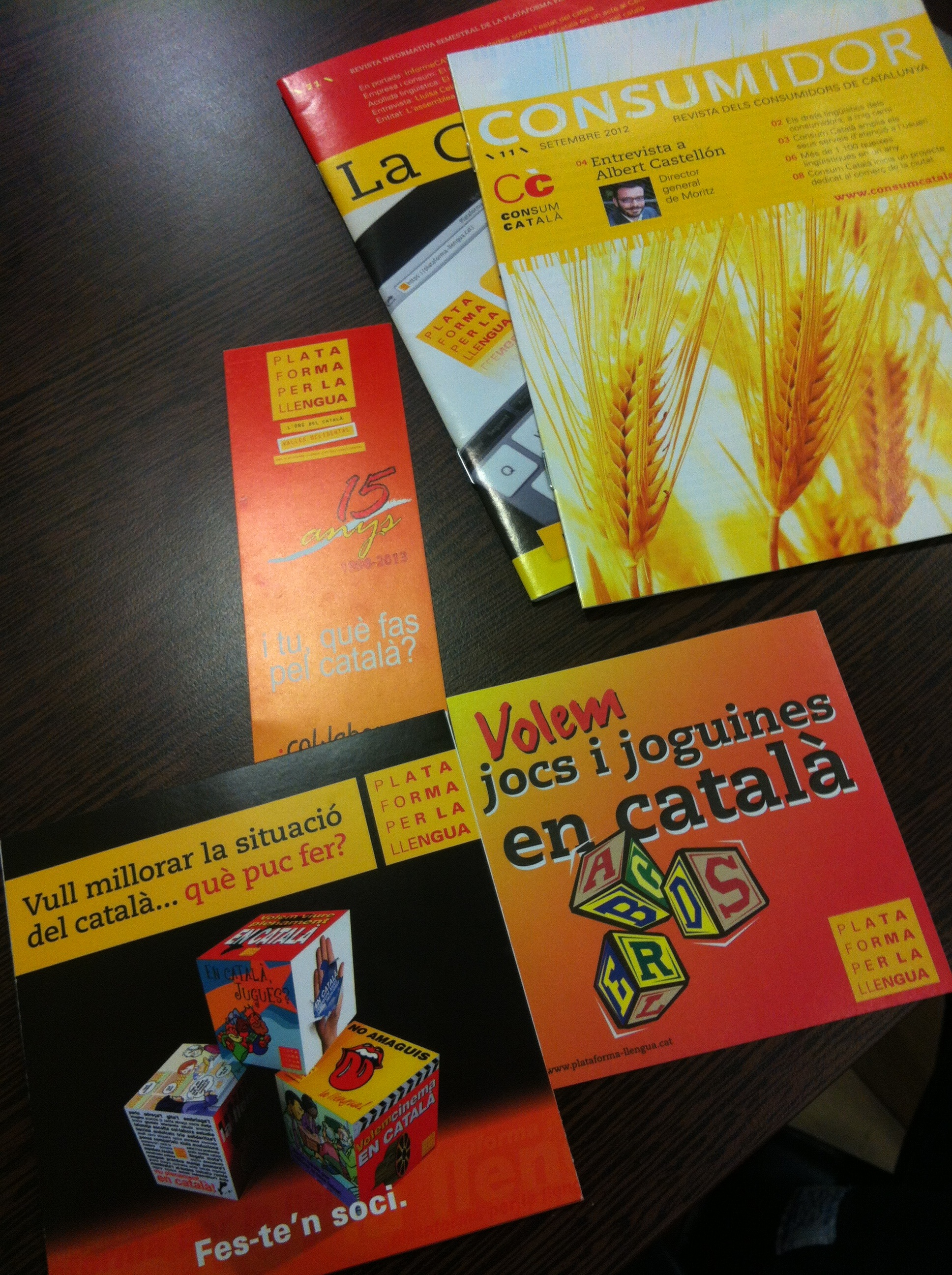
Revistes i materials de difusió de la Plataforma per la Llengua

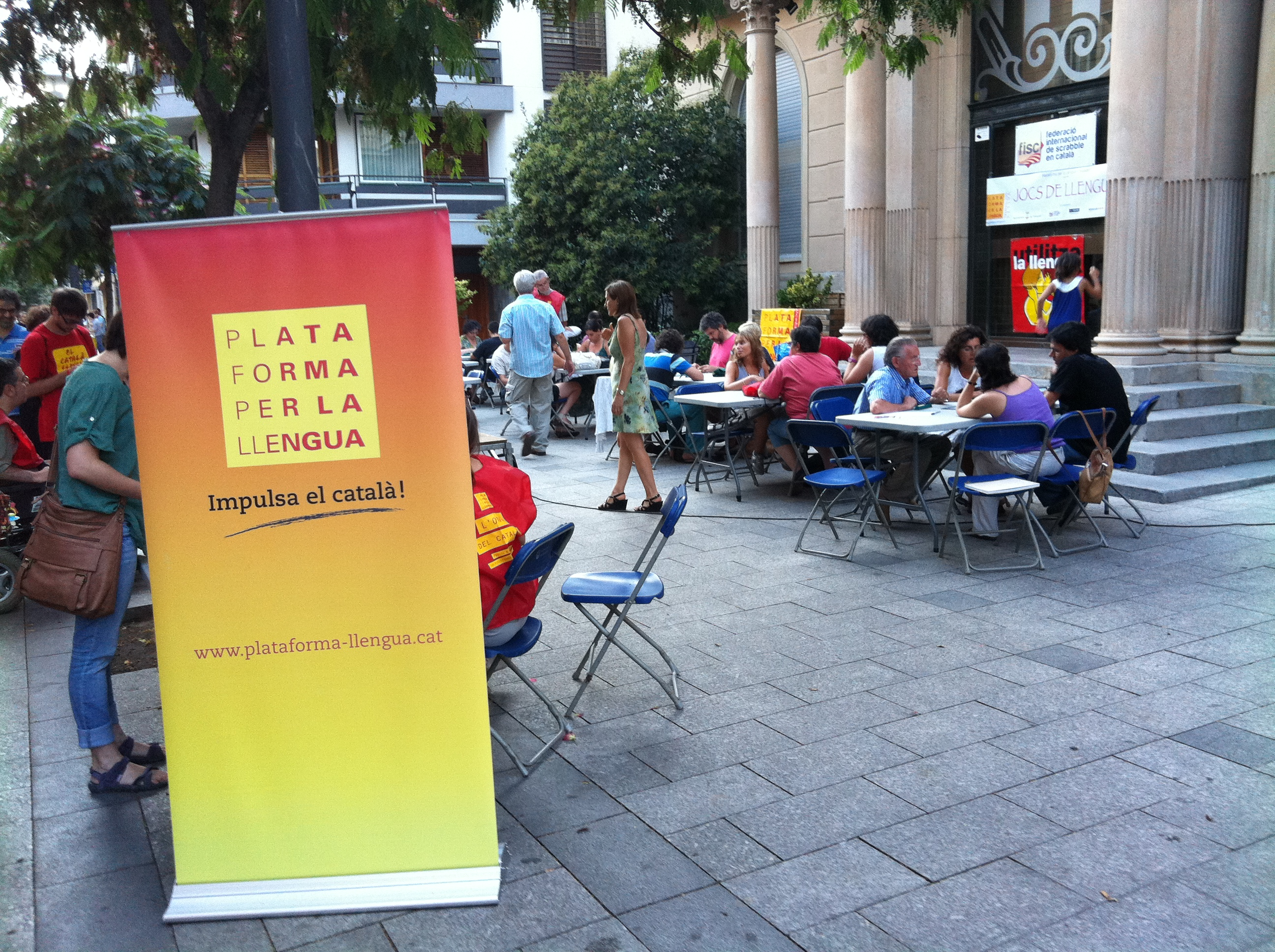
Plataforma per la llengua a Sabadell

## Història i campanyes[calcitació]

### Inicis
La Plataforma per la Llengua va néixer l'any 1993 en una trobada als peus del Canigó a partir d'un col·lectiu de joves de la Vila de Gràcia (Barcelona) anomenat l'Esbarzer. A partir d'aquest nucli inicial diverses entitats van unir-se en una plataforma per promoure i defensar la llengua catalana, entre les quals hi havia Joves per la Llengua i, posteriorment, l'Associació per la Llengua i joventuts de sindicats i partits polítics. La primera acció pública va ser el 12 de desembre del 1993 en un acte a favor de l'etiquetatge en català. Amb la participació voluntària de ciutadans i personatges públics es van aplegar més de 15.000 llaunes de Coca-Cola a la plaça de Catalunya de Barcelona. Amb les llaunes es va fer un dibuix amb el lema “Etiquetem en català”. Aquest va ser l'inici d'un seguit de campanyes i èxits especialment en els àmbits de l'etiquetatge, el cinema, l'acollida lingüística, l'ensenyament i el reconeixement legal del català.

### Primeres campanyes
Entre els anys 1995 i 2000 la Plataforma per la Llengua va realitzar diversos actes de protesta en desenes de cinemes per demanar el doblatge i els subtítols en català de les pel·lícules. Això es va acompanyar amb campanyes de pressió a les institucions i a les multinacionals amb missatges massius, actes i informes públics de denúncia als mitjans de comunicació. L'any 2001 es va aconseguir que grans multinacionals com Warner fessin en català les pel·lícules sobre Harry Potter. Posteriorment, el Govern català aprovaria la Llei del cinema de Catalunya per garantir el 50% de les còpies en català. La Plataforma per la Llengua ha tingut un paper molt actiu també en la discussió d'altres lleis promogudes des del Parlament de Catalunya, com la Llei de política lingüística del 1998, l'Estatut d'Autonomia de Catalunya de 2006, la Llei d'acollida del 2010 o la Llei del Codi de Consum de Catalunya del 2010. Es van obtenir canvis parcials en els redactats que afectaven la llengua per bé que l'aplicació ha estat més difícil.
En l'àmbit de les empreses, la situació era molt desfavorable l'any 2000, però mitjançant campanyes intensives es van aconseguir èxits notables en la inclusió del català en grans multinacionals com Apple, Microsoft, Vodafone, Orange, Telefónica, Carrefour, Nokia, Samsung, Siemens, Decathlon, Schlecker, Facebook, Google, Twitter, IKEA, Freixenet o Codorníu.

### Consolidació de l'organització
A partir de l'any 2000 la Plataforma per la Llengua va començar a créixer i d'una organització suportada per diverses entitats (bàsicament a partir del col·lectiu l'Esbarzer) es va crear una base de socis i una estructura professional. Així mateix va començar a organitzar esdeveniments anuals amb l'objectiu de sensibilitzar els ciutadans sobre llurs drets lingüístics i reclamar millores en l'ús del català a les empreses i pels governs autonòmics de Catalunya, País Valencià, l'Aragó i les Illes Balears i dels estatals d'Espanya, França i Itàlia.
El 2004, en el període d'abans de Nadal, es va celebrar la primera Festa per al joc i joguina en català; una festa que s'ha anat celebrant anualment per reclamar que els infants puguin disposar de joguines en català. L'any 2005 es va fer la primera festa d'acollida d'estudiants universitaris del Programa Erasmus a fi de fomentar la presència de la llengua catalana a les classes universitàries i de fer compatible l'arribada de nous estudiants amb el manteniment de la llengua catalana a la universitat. El 2005 hi va haver el primer acte del dia de Sant Jordi a la Plaça de Catalunya de Barcelona, organitzada conjuntament amb diverses entitats de nouvinguts, per reivindicar el català com a llengua comuna. Aquesta activitat s'ha anat realitzant en diversos emplaçaments a Barcelona. A partir d'aquí, l'organització ha treballat amb més de 30 entitats de nouvinguts per refermar la diversitat lingüística dels Països Catalans i el català com a llengua de cohesió, amb la creació de centenars de parelles lingüístiques i vídeos divulgatius sobre la cohesió social en català. L'any 2011 va realitzar un Lip dub per la llengua, enregistrat els dies 15 i 16 d'abril del 2011 en diversos espais de Barcelona i que va comptar amb la participació de 1.500 persones i de nombroses cares conegudes. La cançó escollida va ser "Corren", del grup Gossos, gentilesa de Música Global. Va tenir centenars de milers de vistes a Youtube. "El català, llengua comuna" és el lema sota el qual s'apleguen les diferents activitats que s'organitzen per Sant Jordi d'acord amb un manifest que han signat diverses d'entitats que apleguen catalans nouvinguts d'arreu del món. Aquest és l'esperit de l'inici del manifest:
| « | Les entitats signatàries d'aquest manifest, associacions de persones immigrades i organitzacions de suport a les poblacions immigrades, volem compartir amb el conjunt dels ciutadans les nostres reflexions al voltant de la llengua catalana i dels elements que faciliten el procés d'inclusió social de les persones nouvingudes. Creiem que són una sèrie de punts als quals la societat catalana no pot renunciar si pretenem construir una societat justa i cohesionada(…). | » |

D'acord amb la Llei de política lingüística catalana de l'any 1998 i dins de la campanya “A Taula”, la Plataforma per la Llengua va agrupar centenars d'ajuntaments i institucions catalanes que es comprometien a consumir només productes etiquetats, com a mínim, en català. El 2010 la campanya va culminar amb una declaració anomenada “Compromís de Girona” que van signar centenars d'ajuntaments catalans en aquesta ciutat. Després d'incidir en l'etiquetatge en català dels sectors catalans de vins, caves, aigües, llets i cerveses; finalment, després de campanyes intenses, l'any 2010 va aconseguir que la Llei del Codi de Consum de Catalunya inclogués l'obligació d'etiquetar en català els productes distribuïts a Catalunya. A partir del 2011, amb la finalització dels terminis d'acompliment de la llei del Codi de Consum, va començar una campanya per incidir en el compliment de la normativa i fer-ne un seguiment de l'aplicació per les empreses i l'administració. El 2012 la Plataforma per la Llengua va valorar que només un 6% dels productes de marques comercials venuts en grans superfícies s'hi havia adaptat. Així mateix, en un altre estudi, va recalcar que hi havia més de 200 disposicions que obligaven a etiquetar en castellà i que, a diferència del català, aquestes sí que les empreses les complien de manera majoritària. El 2014, a partir d'un segon informe realitzat per l'organització, l'etiquetatge de marques comercials (no de marca blanca) ja havia assolit el 10%.
En l'àmbit del reconeixement general de la llengua, la Plataforma per la Llengua ha denunciat una vegada i una altra mitjançant campanyes diverses que el català és l'única llengua europea amb tants milions de parlants que no és llengua oficial de la Unió Europea ni llengua oficial d'un estat de la Unió Europea. L'organització ha fet diverses campanyes de denúncia d'aquesta situació excepcional, fins i tot en l'àmbit internacional, amb vídeos explicatius en anglès o accions a Brussel·les. L'any 2010 va elaborar un informe en què denunciava les més de 500 disposicions de les institucions espanyoles que obligaven els catalans a fer servir el castellà i les prohibicions vigents encara en l'ús del català. El 2015, l'organització va publicar el report sobre les balances lingüístiques entre el castellà i el català a l'estat espanyol, a manera de llibre blanc sobre el tractament del català respecte al castellà. L'any 2017 va actualitzar aquest report.
La Plataforma per la Llengua també ha actuat bo i responent als atacs que, des del Govern espanyol o dels diversos governs autonòmics espanyols, s'han fet en contra dels ciutadans que parlen català, especialment pel que fa a l'ensenyament de la llengua i al reconeixement oficial. En aquest sentit, forma part també de Som Escola i de l'Observatori de la Llengua Catalana com a part activa en les campanyes i en l'anàlisi de la situació del català. També ha denunciat els incompliments legals en l'aplicació de les normatives autonòmiques, estatals i internacionals com la Carta Europea de les Llengües Regionals o Minoritàries i les agressions dels cossos de seguretat de l'estat i d'altres funcionaris contra ciutadans per expressar-se en català. L'any 2013 va elaborar un informe amb el recull de 40 casos greus que va presentar a Brussel·les a la seu de la Unió Europea. El 2016 va presentar una segona part de l'estudi amb 37 nous casos recollits en els darrers anys i l'anàlisi complet de 87 casos d'ençà del 2007.
Des del 2012 l'organització elabora l'InformeCAT, un recull de dades sobre la situació de la llengua catalana en tot l'àmbit lingüístic català, on es destaquen dades sociolingüístiques generals, però també s'analitza la presència del català en àmbits com la cultura i els mitjans de comunicació, les empreses, l'ensenyament, la justícia i Internet i les noves tecnologies, entre d'altres.

### La mort de Martí Gasull i Roig i els 20 anys
El 23 de setembre del 2012 va morir, amb 43 anys, el fundador i ànima de l'organització Martí Gasull i Roig, en un accident de muntanya al Nepal, a l'Himàlaia. La Plataforma per la Llengua va homenatjar-lo en un acte a la sala gran del Teatre Nacional de Catalunya, a Barcelona, el dia 15 de gener del 2013. El 2013 la Plataforma per la Llengua va aprovar les bases del Premi Martí Gasull i Roig per premiar anualment una persona o entitat dels Països Catalans que s'hagi distingit per promoure els objectius d'aquesta organització pels quals havia treballat Martí Gasull i Roig. El primer Premi Martí Gasull i Roig es va lliurar el 4 de febrer del 2014.

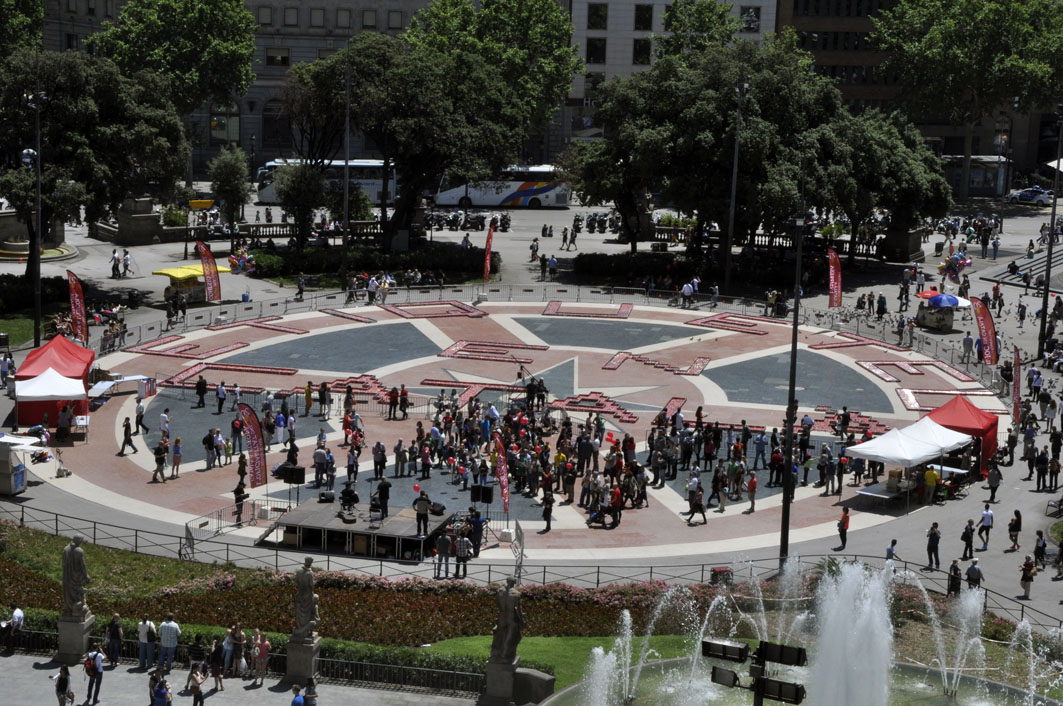
40.000 llaunes de Coca-Cola, recollides el 31 de maig de 2014, tot fent un mosaic amb les lletres "Etiqueteu en català"

L'any 2014 es commemoren, amb un seguit de campanyes i actes, els 20 anys de l'organització. Una de les accions principals d'aquesta celebració fou un acte reivindicatiu a la plaça de Catalunya de Barcelona, el dia 31 de maig de 2014. Tot recordant l'acte del 12 de desembre de 1993 pel qual naixia l'organització, es van recollir milers de llaunes de Coca-Cola, més de 40.000, per fer un mosaic amb les lletres "Etiqueteu en català!". L'objectiu era que les grans empreses etiquetessin en català i complissin els requisits i drets del consumidor inclosos a la normativa. Així mateix, s'exigia a l'administració que fes acomplir la llei i es garantís l'etiquetatge en català. Aquest mateix any també es va publicar a Editorial Base el llibre "Plataforma per la Llengua. 20 anys defensant el català" de l'escriptor i historiador Francesc Marco i Palau sobre els 20 anys d'història de l'organització.
El 2022, Plataforma per la Llengua va organitzar el saló del gaming en català SAGA amb l'objectiu de promoure el català al món dels videojocs.

### Nombre de socis
| Any  | Socis  |
| ---- | ------ |
| 2010 | 2.200  |
| 2011 | 3.000  |
| 2012 | 4.100  |
| 2013 | 6.100  |
| 2014 | 8.500  |
| 2015 | 10.689 |
| 2016 | 12.890 |
| 2017 | 14.928 |
| 2018 | 18.112 |
| 2019 | 19.766 |
| 2020 | 23.274 |
| 2021 | 25.209 |
| 2022 | 25.915 |
| 2023 | 26.211 |

## Reconeixements
La tasca de Plataforma per la Llengua ha estat premiada amb diversos guardons. En destaquen: el Premi Nacional de Cultura a la Projecció Social de la Llengua Catalana, atorgat per la Generalitat de Catalunya l'any 2008, el Premi Abacus, concedit l'any 2010; el Premi de Voluntariat per la Secretaria d'Acció Ciutadana de la Generalitat de Catalunya en diverses categories, els anys 2008, 2010 i 2012; el Premi al millor projecte associatiu del Consell Nacional de la Joventut de Catalunya, rebut el 2012; el XXXI Premi d’Honor Vila de Pedreguer, concedit l'any 2022; el guardó dels Premis Miquelet, atorgat per la Societat Coral el Micalet l'any 2022; els Premis Impacte, rebut l'any 202; i el Premi Laus, atorgat l'any 2023. La tasca d'en Martí Gasull i Roig ha rebut molts reconeixements a títol pòstum.

## Plataforma per la Llengua i l'art

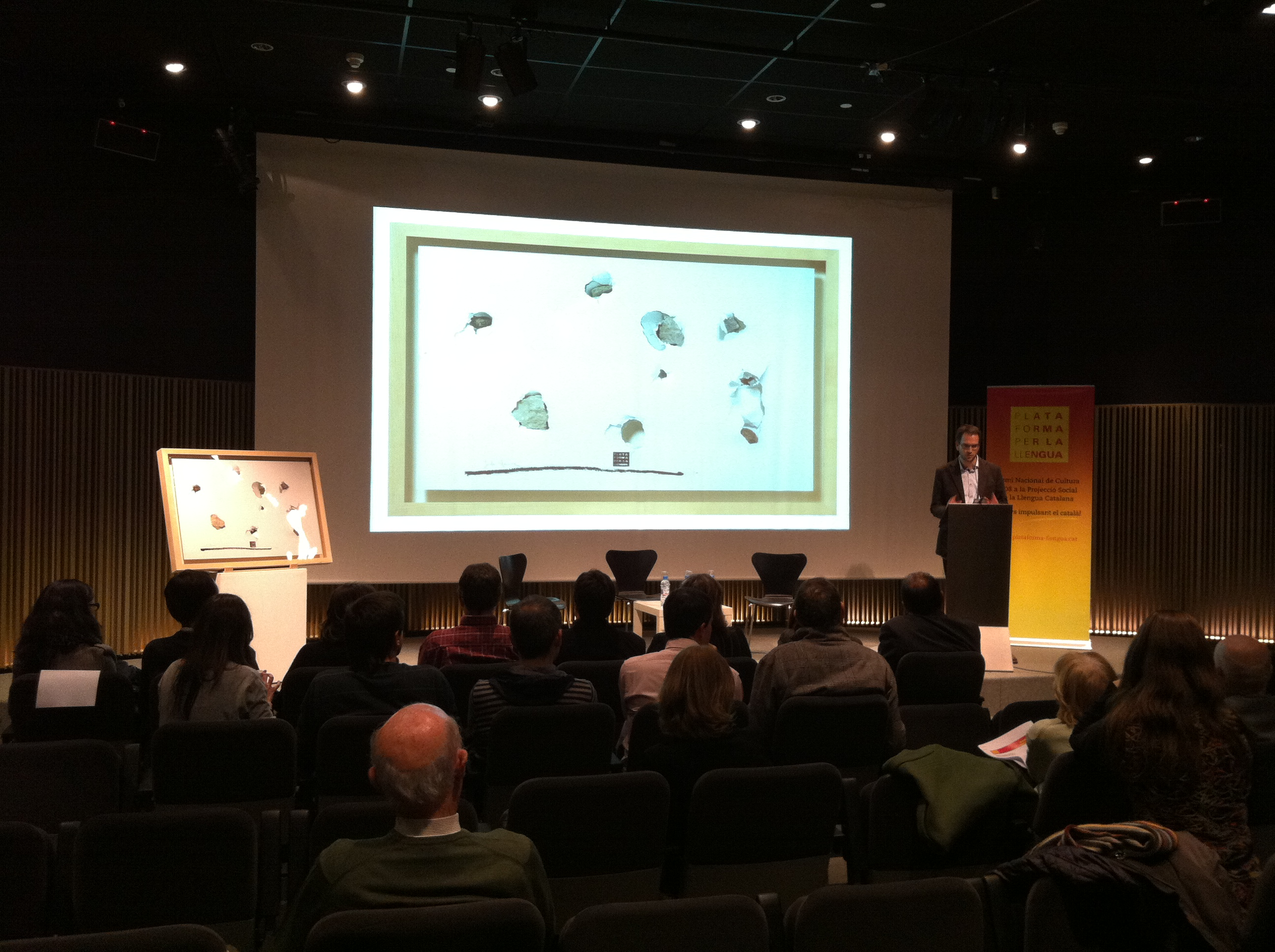
La Plataforma per la llengua. Acte al MACBA de Barcelona de presentació de l'obra d'en Jordi Alcaraz

Amb l'objectiu d'aconseguir recursos i prestigiar els objectius de l'organització, la Plataforma per la Llengua ha establert una relació amb l'art a través de la col·laboració amb diversos artistes catalans de prestigi que de manera altruista han realitzat obres pictòriques, especialment en format de litografia, sempre amb motius lligats a la llengua catalana. La primera obra va ser feta l'any 1996 pel poeta Joan Brossa: una litografia que cedia a l'organització per ajudar a finançar-se amb el lema escrit de “Volem viure plenament en català”. Posteriorment, la col·laboració s'ha anat estenent a altres artistes. En el cas de Joan Brossa i d'Antoni Tàpies, aquestes litografies són de les darreres que van fer abans de morir.
- 1996 - Joan Brossa
- 2001 - Perejaume
- 2003 - Josep Guinovart
- 2006 - Antoni Tàpies
- 2011 - Jordi Alcaraz